# Jorge Estrada Solórzano
Jorge Estrada Solórzano (ur. 27 sierpnia 1961 w mieście Meksyk) – meksykański duchowny rzymskokatolicki, od 2019 biskup Gómez Palacio.

## Życiorys
Święcenia kapłańskie przyjął 2 czerwca 1995 i został inkardynowany do archidiecezji meksykańskiej. Pracował głównie jako duszpasterz parafialny, był także m.in. dyrektorem kurialnej komisji ds. duchowieństwa oraz kierownikiem centrum ds. pomocy kapłanom.
28 maja 2013 otrzymał nominację na biskupa pomocniczego Meksyku ze stolicą tytularną Pinhel. Sakry biskupiej udzielił mu 19 lipca 2013 kard. Norberto Rivera Carrera.
11 maja 2019 został mianowany biskupem Gómez Palacio.